# محطة قطار الأغواط
محطة قطار الأغواط  من ضمن المحطات الجديدة في الجزائر وتربط بين بوغزول والأغواط .تتواجد في مدينة الأغواط خلف الجبل كاف مقران، تم الانتهاء من الأشغال بها مطلع عام 2023.
تقع شمال مدينة الأغواط بمنطقة الرميلة قرب الطريق الوطني رقم 23 (الجزائر) و هي محطة مخصصة للمسافرين. و تعد المحطة الرئيسية في ولاية الأغواط.

## تاريخ
أُنشئت محطة قطار الأغواط لافتتاح خط السكة الحديدية الرابط بين بوغزول والأغواط (خط بوغزول - الأغواط) والذي يمر بولاية الجلفة أيضا. و تم تشغيله في مرحلة التجارب النهائية في 14 جوان 2023 .
|  |   |  | محطات القطار         | البلديات             | الربط بالقطار والترامواي            | الربط بالمترو |
|  | - |  | -------------------- | -------------------- | ----------------------------------- | ------------- |
|  | ● |  | محطة قطار بوغزول     | بوغزول               | • خط سكة حديد من بوغزول إلى الأغواط |               |
|  | ● |  | محطة قطار عين وسارة  | عين وسارة            |                                     |               |
|  | ● |  | محطة قطار الجلفة     | الجلفة               |                                     |               |
|  | ● |  | محطة قطار سيدي مخلوف | سيدي مخلوف (الأغواط) |                                     |               |
|  | ● |  | محطة قطار الأغواط    | الأغواط              |                                     |               |